# Bruce Davidson (Reiter)

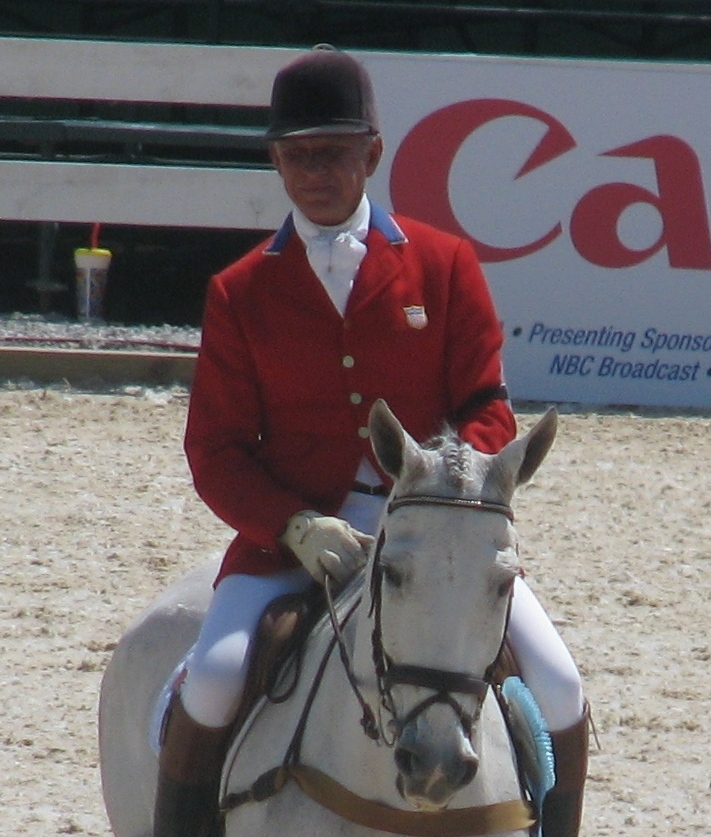
Bruce Davidson senior mit Cruise Lion, CCI 4* Lexington 2009

Bruce Oram Davidson (* 31. Dezember 1949 in Rome, New York) ist ein US-amerikanischer Pferdezüchter und Vielseitigkeitsreiter. Mit zwei Olympiasiegen und drei Weltmeistertiteln gehört er zu den erfolgreichsten Reitern dieser Disziplin.

## Karriere
Davidson hatte in seiner Kindheit zunächst überhaupt keine Beziehung zum Reiten und entdeckte diese Sportart erst, nachdem die Familie nach Westport, Massachusetts umgezogen war. Jeweils im Sommer kaufte er bei einer Auktion ein Pony zu einem tiefen Preis, trainierte es und verkaufte es vor Ende der Schulferien zu einem höheren Preis. Diesen Vorgang wiederholte er während mehreren Jahren, bis er sich schließlich ein hochwertiges Pferd leisten konnte.
Ab 1971 bestritt Davidson internationale Wettkämpfe. Der Durchbruch gelang ihm bei den Olympischen Spielen 1972 in München mit dem zweiten Platz in der Teamwertung. Zwei Jahre später gewann er bei der Weltmeisterschaft 1974 in Burghley jeweils die Goldmedaille in der Einzel- und der Teamwertung. Beim Wettkampf der Panamerikanischen Spiele 1975 wurde Davidson während des Geländeritts von der Jury angehalten, da er mit einem disqualifizierten Reiter verwechselt worden war: er konnte aber seinen Ritt fortsetzen und gewann zwei Silbermedaillen (Einzel und Team).
Bei den Olympischen Spielen 1976 war die amerikanische Mannschaft erneut siegreich. 1978 folgten in Lexington ein weiterer Einzel-Weltmeistertitel sowie eine Bronzemedaille mit dem Team. 1980 konnte Davidson wegen des amerikanischen Boykotts nicht an den Olympischen Spielen in Moskau teilnehmen. Hingegen gewann er 1984 in Los Angeles erneut die Team-Goldmedaille. 1995 wurde er Einzelsieger und Team-Zweiter bei den Panamerikanischen Spielen in Mar del Plata. Eine vierte olympische Medaille kam 1996 in Atlanta hinzu, als das amerikanische Team den zweiten Platz erreichte.
Bei Weltreiterspielen gewann Davidson zwei bronzene Medaillen, 1990 in Stockholm (Einzel) und 1998 in Rom (Team). Mit insgesamt sechs Erfolgen ist er Rekordsieger beim Rolex Kentucky Three Day, je einmal gewann er die Badminton Horse Trials und die Burghley Horse Trials. In den Jahren 1993 und 1995 führte er die Weltrangliste des Reitweltverbandes FEI an.
Davidson ist zwar noch immer sportlich aktiv, doch nimmt mittlerweile seine Tätigkeit als Trainer einen größeren Raum ein. Er trainierte zahlreiche erfolgreiche Reiter, darunter Olympiasieger Phillip Dutton. In Unionville, Pennsylvania betreibt er ein Gestüt, die Chesterland Farm.
Auch sein Sohn Buck Davidson (eigentlich Bruce O. Davidson junior) ist als internationaler Vielseitigkeitsreiter aktiv.

## Erfolge
- Olympische Spiele
  - 1972: Silber Mannschaft (auf Plain Sailing)
  - 1976: Gold Mannschaft (auf Irish Cap)
  - 1984: Gold Mannschaft (auf JJ Babu)
  - 1996: Silber Mannschaft (auf Heyday)

- Weltmeisterschaften
  - 1974: Gold Einzel, Gold Mannschaft (auf Irish Cap, im Rahmen der Burghley Horse Trials)
  - 1978: Gold Einzel, Bronze Mannschaft (auf Might Tango, im Rahmen des Rolex Kentucky Three Day)

- Weltreiterspiele
  - 1990: Bronze Einzel (auf Pirate Lion)
  - 1998: Bronze Mannschaft (auf Heyday)

- Panamerikanische Spiele
  - 1975: Silber Einzelwertung, Silber Teamwertung (auf Golden Griffin)
  - 1995: Gold Einzelwertung, Silber Teamwertung (auf Heyday)

- Sonstige bedeutende Turniere
  - Badminton Horse Trials: Sieger 1995 (auf Eagle Lion)
  - Rolex Kentucky Three Day: Sieger 1983 und 1984 (auf JJ Babu), 1988 und 1989 (auf Dr. Peaches), 1993 (auf Happy Talk)